# پوستون (آریزونا)
پستن (به انگلیسی: Poston) یک حوزه سرشماری در ایالات متحده آمریکا است که در شهرستان لاپاز، آریزونا واقع شده‌است. پستن ۳٫۵۳ کیلومتر مربع مساحت و ۴٬۲۸۲ نفر جمعیت دارد و ۱۰۲ متر بالاتر از سطح دریا واقع شده‌است.